# Пархоменко, Иван Елисеевич
Иван Елисеевич Пархоменко — старший разведчик 432-го гаубичного артиллерийского полка (18-я гаубичная артиллерийская бригада прорыва РВГК, 6-я артиллерийская дивизия прорыва, 1-й Белорусский фронт), ефрейтор.

## Биография
Иван Елисеевич Пархоменко родился в крестьянской семье в селе Кияшковское Гадячского уезда Полтавской губернии (в настоящее время Гадячский район Полтавской области Украины). В 1925 году окончил 4 класса школы. Окончил Курсы трактористов и комбайнеров. Работал на машинно-тракторной станции в Кулундинском районе Алтайского края.
В мае 1941 года Кулундинским райвоенкоматом он был призван в ряды Красной армии. С июля 1941 года на фронтах Великой Отечественной войны.
Приказом по 432-му гаубичному артиллерийскому полку от 18 марта 1945 года за мужество и героизм в боях против немецко-фашистских захватчиков при обороне Москвы красноармеец Пархомено был награждён медалью «За оборону Москвы».
В июне—июле 1942 года в боях Пархоменко разведал 3 артиллерийские батареи, наблюдательный пост, минное поле. по его целеуказаниям они были уничтожены или подавлены огнём батареи.

В боях за город Ржев 30—31 июля 1942 года шёл впереди своей пехоты и разведал 2 противотанковые пушки, 2 дзота и 3 блиндажа противника. Своевременно сообщил о них командиру батареи.

2 августа обнаружил, брошенную противником, пушку и выстрелил из неё 33 снаряда по дзоту с четырьмя пулемётами и живой силе противника.

Приказом по 30-й армии Калининского фронта от 15 августа 1942 он был награждён медалью «За отвагу».
В боях на Западном фронте 22—25 февраля 1943 года за высоту 226,6 ефрейтор Пархоменко вместе с другим разведчиком ворвался в блиндаж с солдатами противника и они огнём автоматов уничтожили 5 солдат и 3-х взяли в плен. Лично им при наблюдении с НП обнаружены 4 дзота и 3 огневые точки противника. Огнём батареи они были уничтожены. Корректируя огонь батареи, Пархоменко уничтожил 20 солдат и офицеров противника. Приказом по 18-я гаубичной артиллерийской бригаде от 3 марта 1943 года он был награждён орденом Красной Звезды.
В боях севернее Варшавы в октябре 1944 года ефрейтор Пархоменко с НП разведал 3 артиллерийские батареи, 2 НП и 2 пулемётные точки. При артиллерийской подготовке одна из батарей была уничтожена; противник оставил 2 орудия и 5 тел своих солдат, НП был разрушен, а возле пулемётной точки были найдены тела 2-х убитых солдат противника. Во время наступления пехота наткнулась на сильное противодействие противника. Пархоменко, выдвинувшись вперёд пехоты, на опушке леса возле деревни Юзефувка обнаружил 4 самоходных орудия, ведущих огонь. Вызвав огонь батареи, и умелой корректировкой он подавил их огонь. В том же районе он обнаружил 3 бронетранспортёра с автоматчиками и обстрелял их из пулемёта, уничтожив 4-х солдат противника. Бронетранспортёры тут же повернули обратно. Был представлен к награждению орденом Красного Знамени. Приказом по войскам 1-го Белорусского фронта от 11 ноября 1944 года он был награждён орденом Славы 3-й степени.
В боях за плацдарм в районе города Варка ефрейтор Пархоменко обнаружил 2 пулемётные точки, 2 НП, противотанковое орудие и миномётную батарею. При артподготовке указанные цели были уничтожены, противотанковое орудие было брошено противником, миномётная батарея была подавлена.

12 1945 года февраля на восточной окраине города Арнсвальде (Хощно) ефрейтор Пархоменко в районе казарм обнаружил 2 пулемёта ведущих огонь по пехоте. По его целеукзаниям они были уничтожены. Вечером того же дня он обнаружил 2 танка, ведущих огонь по наступающей пехоте и до 60 солдат противник. Сведения были переданы на батарею. Танки под огнём батареи ушли в город, на поле боя осталось 30 тел солдат противника. Приказом по войскам 1-го Белорусского фронта от 7 мая 1945 года он был награждён орденом Славы 2-й степени.
10—16 марта 1945 года в бою у города Альтдамм (Домбе) Пархомнко ефрейтор Пархоменко неоднократно выдвигался впереди боевых порядков стрелковых подразделений для выявления огневых точек противника. По указанным им координатам огнём нашей артиллерии было подавлено орудие, 2 пулемета, истреблено свыше взвода солдат и офицеров противника. Из своего личного оружия Пархоменко уничтожил 8 солдат противника. Указом Президиума Верховного Совета СССР от 15 мая 1946 года он был награждён орденом Славы 1-й степени.
Ефрейтор Пархоменко был демобилизован. Жил и работал в селе Кулунда Алтайского края.
Иван Елисеевич Пархоменко трагически погиб в автокатастрофе 6 сентября 1982 года.

## Память
- Похоронен на кладбище в селе Кулунда.